# Adeline Gray (parachutiste)
Pour les articles homonymes, voir Gray et Adeline Gray.
Adeline Gray, née vers 1916, est une pilote, parachutiste, et monitrice américaine, employée dans les années 1930 à la Pioneer Parachute Company en tant que responsable du test, de l’inspection et de la préparation des parachutes.  

## Biographie
Adeline naît vers 1916 de deux parents immigrés européens, Martin et Pauline Gray, et grandit avec quatre frères dans le Connecticut,. Passionnée d'aéronautique, elle effectue son premier saut en parachute en 1935, à l'âge de 19 ans, et devient la première Américaine à obtenir son brevet de parachutiste. Elle reçoit sa licence de pilote 2 ans plus tard, et se fait embaucher par la Pioneer Parachute Company comme responsable de test, inspection et préparation des parachutes,.

### Pendant la Seconde Guerre mondiale
En 1941, alors que la soie est le matériau le plus utilisé pour le parachute, l'entrée en guerre des États-Unis contre son principal fournisseur de soie, le Japon, interrompt les échanges entre les deux pays.
Dans ce contexte, le groupe chimico-industriel DuPont met au point le nylon, et s'associe avec la Pioneer Parachute Company pour concevoir un parachute avec ce nouveau matériau. Ce matériau a l'avantage de présenter toutes les caractéristiques de la soie, tout en étant bien moins cher.
Adeline Gray se porte alors volontaire pour tester le premier prototype. Âgée de 24 ans, Adeline Gray possède déjà trente-deux sauts à son actif.
Le 6 juin 1942, (deux ans avant le débarquement de Normandie), elle s’élance au-dessus de Brainard Field, dans le Connecticut, et atterrit sans encombre sous les yeux de 50 officiers supérieurs de l’armée. 
Deux ans plus tard exactement, le 6 juin 1944, ces parachutes en nylon permettent de larguer plus de 23 000 parachutistes alliés sur les plages de Normandie lors du Débarquement,.

### Après la guerre
Après la Seconde Guerre mondiale, Adeline Gray se fait embaucher par la marque Camel qui en fait son égérie, bénéficiant de la notoriété de l'héroïne intrépide, à une époque où les femmes restent un segment de marché important à conquérir pour l'industrie du tabac,.
Elle se marie avec Kenneth W. Johnson, avec qui elle a plusieurs enfants, puis à la suite du décès de son époux, elle se remarie avec August Graf en 1968. Elle meurt en septembre 1975, à l'âge de 59 ans.